# Kølkær Sogn
Kølkær Sogn er et sogn i Herning Søndre Provsti (Viborg Stift).
Kølkær Kirke blev i 1891 indviet som filialkirke til Rind Kirke, og Kølkær blev et kirkedistrikt i Rind Sogn, som hørte til Hammerum Herred i Ringkøbing Amt. Rind sognekommune inkl. Kølkær Kirkedistrikt blev ved kommunalreformen i 1970 indlemmet i Herning Kommune. Kølkær Kirkedistrikt blev i 1979 udskilt som det selvstændige Kølkær Sogn.
I Kølkær Sogn findes følgende autoriserede stednavne: 
- Egebjerg (areal)
- Hallund Bæk (vandareal)
- Klinkhøje (areal)
- Kølkær (bebyggelse)
- Store Langbjerg (areal)
- Søby (bebyggelse, ejerlav)
- Søby Mark (bebyggelse)
- Søby Sø (Kølkær Sogn) (vandareal)
- Søby Å (vandareal)
- Søbylund (bebyggelse)
- Vovlund (bebyggelse, ejerlav)